# Deuce Carter
Deuce Carter (né le 28 septembre 1990) est un athlète jamaïcain, spécialiste du 110 m haies.
Le 11 juin 2016, il bat son record personnel en 13 s 20 (+ 0,2 m/s) lors d'un meeting à Kingston, une des dix meilleures performances de l'année, battu par David Oliver. Il termine deuxième des sélections olympiques jamaïcaines en 13 s 21, à 1/100e de ce record, derrière Omar McLeod. Son précédent record était de 13 s 41, obtenu en avril 2016 lors des Florida Relays.
Il a obtenu la médaille de bronze sur relais 4 x 100 m lors des Championnats panaméricains juniors d'athlétisme 2009.